# Пек (Нез Пърс)
Вижте пояснителната страница за други значения на Пек.
Пек (на английски: Peck) е град в окръг Нез Пърс, щата Айдахо, САЩ. Пек е с население от 186 жители (2000) и обща площ от 0,7 km². Намира се на 332 m надморска височина. ЗИП кодът му е 83545, а телефонният му код е 208.